# Warangal
Warangal (in telugu వరంగల్; anche Orugallu o Ekasila Nagaram) è una suddivisione dell'India, classificata come municipal corporation, di 528.570 abitanti, capoluogo del distretto di Warangal, nello stato federato di Telangana. In base al numero di abitanti la città rientra nella classe I (da 100.000 persone in su).

## Geografia fisica
La città è situata a 18° 0' 0 N e 79° 34' 60 E e ha un'altitudine di 301 m s.l.m.. Warangal si trova nella regione del Telangana, 145 km a nord-est di Hyderabad.

## Società

### Evoluzione demografica
Al censimento del 2001 la popolazione di Warangal assommava a 528.570 persone, delle quali 267.820 maschi e 260.750 femmine. I bambini di età inferiore o uguale ai sei anni assommavano a 58.724, dei quali 29.959 maschi e 28.765 femmine. Infine, coloro che erano in grado di saper almeno leggere e scrivere erano 383.525, dei quali 215.683 maschi e 167.842 femmine.

## Economia
Risorse di Warangal sono le cave di granito (in particolare la varietà nera e marrone), e riveste una certa importanza per quanto riguarda il mercato del riso, peperoncini, cotone e tabacco.